# Bomba (álbum)
Bomba é o primeiro álbum da boy band brasileira de axé music Braga Boys.
Impulsionado pelo sucesso da música "Uma Bomba", o álbum teve uma boa vendagem, ultrapassando a marca das 80 mil cópias vendidas. Em 2001, o álbum recebeu a certificação de ouro pela ABPD.

## Faixas
1. "Uma Bomba (La Bomba)"
2. "Neguinha borocochó- Balança, meu amor"
3. "No Rala-Rala, Na Sacanation"
4. "No Liquidificador"
5. "Outro Alguém"
6. "Rasta Pé-Axé pra Lua"
7. "Aluguel de Camisinha"
8. "Lamparina"
9. "Ingrata, Adeus"
10. "Cintura"
11. "Vacilo"
12. "La Vai Madeira"
13. "Morango do Nordeste"